# العهد الثاني (إمبراطورية البرازيل)
يُعرف العهد الثاني في إمبراطورية البرازيل بأنه فترة تاريخية استمرت 49 عامًا، بدأت بنهاية فترة الوصاية في 23 يوليو 1840، عند إعلان بلوغ بيدرو دي ألكانتارا سن الرشد، وانتهت في 15 نوفمبر 1889، عندما عُزلت الملكية الدستورية البرلمانية المطبقة بإعلان الجمهورية.
جسد العهد الثاني فترة من التقدم الثقافي الكبير للبرازيل وأظهر أهميتها، من خلال نمو الأمة البرازيلية وترسيخ وجودها كدولة مستقلة وعضو مهم في الأمم الأمريكية. وشهدت هذه الفترة توحيد جيش البلاد والقوات البحرية، لتظهر نتيجة ذلك في حرب الباراغواي عام 1865، فضلًا عن إجراء تغيرات عميقة في المجال الاجتماعي، مثل الإلغاء التدريجي للعبودية وتشجيع الهجرة الأوروبية للانضمام إلى القوى العاملة البرازيلية. ازدهرت كذلك الفنون البصرية والأدب والمسرح. وعلى الرغم من تأثرها الشديد بالأساليب الأوروبية التي تراوحت من الكلاسيكية الجديدة إلى الرومانسية، فقد جرى تكييف كل مفهوم بهدف تشكيل ثقافة برازيلية أصيلة. وتحقق في العهد الثاني أيضًا التوسع الحضري في المدن الكبرى وإضفاء الطابع الداخلي على البلاد، وتشييد واسع النطاق للسكك الحديدية، بهدف تحسين كفاءة نقل السلع الاستهلاكية.
ومن الأمثلة الأخرى على هذه الفترة التاريخية إدخال خطوط التلغراف الكهربائية التي ربطت بين الأقاليم البرازيلية ودول أمريكا الجنوبية الأخرى؛ إجراء تطويرات على مجال السفن البخارية بهدف تجديد القوات البحرية التجارية والحربية على حد سواء لتواكب الحداثة، وفي عام 1877، حدث تطوير بارز تمثل بجلب أولى أجهزة الهاتف. تميز النصف الثاني من القرن التاسع عشر ببوادر التحديث البرازيلي القائم على المبادئ الأساسية: اقتصاد القهوة في الجنوب الشرقي، وإنهاء تجارة الرقيق والتخلص التدريجي من العبودية، باستبدال العمل المأجور بنظام العبيد القديم، وبذل جهود لتحفيز التطور الصناعي في البلاد وتوليها دورًا فعالًا، بحلول نهاية العهد الثاني.
من غير الصحيح تاريخيًا الإشارة إلى هذه الفترة باسم «الإمبراطورية الثانية»، إذ كان للبرازيل فترة إمبراطورية واحدة مستمرة، مقسمة إلى العهدين الأول والثاني وتفصل بينهما فترة 9 سنوات تعرف باسم فترة الوصاية، التي كانت الفترة الأكثر اضطرابًا في تاريخ البرازيل.

## بلوغ بيدرو الثاني سن الرشد

### الوصاية الثلاثية والوصاية الواحدة
تنازل بيدرو الأول، أول إمبراطور للبرازيل، عن العرش البرازيلي في 7 أبريل 1831 لصالح ابنه بيدرو دي ألكانتارا، بيدرو الثاني المستقبلي، الذي أصبح إمبراطورًا في سن الخامسة. كان هذا التنازل نهايةً للعهد الأول وبداية فترة الوصاية في البرازيل. ونظرًا لأن بيدرو الثاني كان قاصرًا وقتها، فقد انعقدت الوصاية الثلاثية المؤقتة في 17 يوليو 1831، وكان فيها ممثل عن المجموعات السياسية الثلاث الرئيسية في البلاد: الليبراليون (السيناتور كامبوس فيرغويرو) والمحافظون (خوسيه يواكيم كارنيرو دي كامبوس) والعسكريون (الجنرال فرانسيسكو دي ليما إي سيلفا، المعروف باسم شيكو ريجينسيا). كانوا مسؤولين عن إجراء انتخابات لاختيار المجلس الدائم للوصاية الثلاثية، فانتُخب براوليو مونيز وكوستا كارفاليو والجنرال ليما إي سيلفا، ليحكموا البلاد لمدة ثلاث سنوات. وفي تلك الأثناء، اكتسب وزير العدل ديوغو فيجو ما يكفي من النفوذ السياسي للإقرار على القانون الإضافي الصادر في 1834، والذي جعل من الوصاية الثلاثية وصاية واحدة ــ أو بعبارة أخرى، وصي واحد. وانتُخب في انتخابات ديمقراطية، لكن القانون الإضافي فشل، مما زاد من التنافس بين الفصائل السياسية في الأقاليم.

### نهاية فترة الوصاية
كان الوصي فيجو ديمقراطيًا وفيدراليًا، فأنشأ جمعيات تشريعية إقليمية بهدف منح قدر أكبر من الحكم الذاتي للأقاليم البرازيلية، مما أدى إلى تشكل حالة من اللامركزية. أعطى أيضًا مدينة ريو دي جانيرو مكانة المجلس البلدي المحايد. لكنه أُقيل لعدم تمكنه من السيطرة على الثورات الشعبية. جاء بيدرو دي أروخو ليما، مركيز أوليندا، خلفًا له، وهو سياسي أكثر مركزية وأقل ليبرالية. وخلال فترة وصاية أوليندا، أعلن مجلس الشيوخ أن بيدرو الثاني قد «بلغ سن الرشد».
وفقًا للمؤرخ رودريك جيه. بارمان، فإنه بحلول عام 1840 «فقدوا كل الثقة في قدرتهم على حكم البلاد بأنفسهم. اعترفوا ببيدرو الثاني تجسيدًا للسلطة التي لا غنى عن وجودها من أجل بقاء البلاد». يعتقد بعض هؤلاء السياسيين (الذين شكلوا حزب المحافظين في 1840) أن وجود شخصية محايدة، ترتقي فوق الفصائل السياسية والمصالح التافهة للتعامل مع السخط والنزاعات الأقل حدة، أمرًا ضروريًا. تصوروا إمبراطورًا يكون أكثر اعتمادًا على السلطة التشريعية من الملكية الدستورية التي صاغها بيدرو الأول، ولكن مع صلاحيات أكثر من تلك التي دافع عنها منافسوهم (الذين شكلوا لاحقًا الحزب الليبرالي) في بداية الوصاية. ومع ذلك، تمكن الليبراليون من تقديم مبادرة لتخفيض سن بيدرو الثاني في بلوغ الرشد من 18 إلى 14 عامًا، وأُعلن في يوليو 1840 أن الإمبراطور جاهز للحكم.

## البرلمانية العكسية والسنوات الأولى

### تعريفة ألفيس برانكو
في 12 أغسطس 1844، طُبقت سياسة التعريفة الجمركية المعروفة باسم مبتكرها (مانويل ألفيس برانكو)، بهدف زيادة الرسوم الجمركية حتى 30% على المنتجات المستوردة دون بديل وطني، و60% على المنتجات التي لها بديل وطني. وأثر هذا الإجراء على نحو 3,000 سلعة مستوردة، الأمر الذي أثار احتجاج رجال الأعمال البريطانيين، فضلًا عن المستوردين في البرازيل والطبقات الأكثر ثراء، الذين بدأوا في دفع المزيد مقابل المواد المستوردة التي يحتاجون إليها. وعلى الرغم من أن هدف هذه التعريفة كان ببساطة زيادة إيرادات الحكومة، إلا أن الإجراء آل إلى تعزيز نمو الأنشطة الاقتصادية الوطنية الجديدة. استمرت هذه الزيادة الضريبية حتى منتصف ستينيات القرن التاسع عشر، عندما خفضت الحكومة الإمبراطورية، تحت ضغط من المجموعات المصدرة، التعريفات الجمركية من أجل التخفيف من العجز المالي في البرازيل، والذي نتج بالدرجة الأولى عن حرب السيزبلاتين.
ومن خلال نظام التعريفة الجمركية، بلغت النسبة الخاضعة للضريبة من الناتج المحلي الإجمالي اللازمة من أجل الحفاظ على الإمبراطورية 13%، وظلت كذلك حتى منتصف ثلاثينيات القرن العشرين. وجاءت معظم الضرائب من الجمارك عن طريق استيراد المنتجات الدولية. وبالمقارنة، شكلت الضرائب في البرازيل عام 2015، 35% من الناتج المحلي الإجمالي.

### إنشاء النموذج البرلماني البرازيلي
نتج النظام البرلماني في إنجلترا عن الثورة المجيدة 1688 - 1689، التي شهدت انتصار البرلمان على الملك، ووضع حدًا للملكية المطلقة في إنجلترا. أصبح زعيم البرلمان حينها رئيسًا للحكومة، أي رئيسًا للوزراء. وأول من شغل ذلك المنصب كان السير روبرت والبول، الذي بدأ الحكم من خلال نظام استحدثه بنفسه، يسمى نظام مجلس الوزراء، الذي يجتمع بموجبه أعضاء الحكومة في قاعة تعرف باسم «مجلس الوزراء». يعمل النظام حاليًا على النحو التالي: يعمل زعيم الحزب البرلماني الحاكم مع مجموعة من الزملاء ذوي التفكير المماثل من أجل تمرير القوانين في البرلمان، ولأهداف عملية، حكم البلاد. وعندما يفقد الحزب الحاكم السيطرة، يُعين الحزب المعارض رئيس وزراء جديد وحكومة جديدة. وكانت الأحزاب القائمة في ذلك الوقت، حزب التوري وحزب الأحرار.
في البرازيل، كان الإمبراطور صاحب السلطة المطلقة، تجمعت عليه مهام رئيس الدولة والحكومة حتى أربعينيات القرن التاسع عشر، عندما أصدر مرسومًا يقضي بأن الإمبراطور لم يعد يتمتع بالسلطتين، إنما سلطة الاعتدال فحسب.
وفي عام 1847، شكل دوم بيدرو الثاني مجلس الوزراء، دائرة تقدم المشورة للملك بشأن إدارة البرازيل، على غرار البرلمانية البريطانية، ولكن مع تسلسل هرمي عكسي؛ ومن هنا جاء اسم «البرلمانية العكسية». 
وفي العام نفسه، أُنشأ منصب رئيس مجلس الوزراء، الذي يكون حامله رئيس الوزارة والمسؤول عن تنظيم حكومة مجلس الوزراء. وبدلًا من تعيين جميع الوزراء، يعين الإمبراطور رئيس المجلس فقط، الذي يختار أعضاء الوزارة الآخرين، مما يزيل جانبًا من التوتر السياسي عن بيدرو الثاني، دون التقليص من سلطته.
نجح دوم بيدرو الثاني في إنشاء آلية فعالة لإدارة البرازيل، مبنية على المصالح المتبادلة، حقيقةٌ يمكن اعتبارها مقبولة في السياسة، لكن هذا جعل استمرار النظام الملكي مرهونًا باستمرار دعم النخبة الاقتصادية. ونظرًا لأن النخبة الزراعية تولت السلطة في البرازيل في القرن التاسع عشر، كان بيدرو الثاني يحكم دائمًا من خلال التحالف معهم، ومنحهم الخدمات (مثل بناء السكك الحديدية، والسدود، واستجلاب الآلات، وما إلى ذلك) مقابل الهيكلية التي يحتاجها للبقاء في السلطة. وبهذه الطريقة، نجح دوم بيدرو الثاني، على مدار 49 عامًا من حكمه، في تولي البرازيل المستقرة، والمزدهرة من وجهة نظر معينة.